# Тин Чан Ён
Тин Чан Ён, другой вариант — Тин Чанен (4 декабря 1900 года, волость Андо, уезд Анбен, провинция Канвон, Корея — 23 ноября 1977 года, Ташкент, Узбекская ССР) — председатель колхоза имени Будённого Нижне-Чирчикского района Ташкентской области, Узбекская ССР. Герой Социалистического Труда (1949).

## Биография
Родился в 1900 году в крестьянской семье в одном из сельских населённых пунктов уезда Анбен провинции Канвон, Корея.
Трудовую деятельность начал 13-летним подростком. Трудился в личном сельском хозяйстве своих родителей. В 1921 году эмигрировал на российский Дальний Восток. Трудился в сельском хозяйстве у зажиточных крестьян, в личном хозяйстве. С 1927 года — председатель комитета крестьянской взаимопомощи Посьетовского района. В последующие годы: председатель Фаташинского сельсовета Посьетовского района (1929 −1930), учёба в Никольск-Уссурийской советско-партийной школе (1930—1933), председатель колхоза «Новый путь» Посьетовского района (1933—1937). В 1930 году вступил в ВКП(б).
В 1937 году депортирован на спецпоселение в Ташкентскую область Узбекской ССР. С 1937 года — рядовой колхозник в колхозе имени Будённого Нижне-Чирчикского района. В 1941 году окончил Ташкентский сельскохозяйственный техникум. В этом же году возвратился в колхоз имени Будённого Нижне-Чирчикского района, где продолжил трудиться колхозником. Через некоторое время избран председателем этого же колхоза.
Под его руководством колхоз добился значительных успехов в экономическом и социальном развитии. Вывел колхоз в число передовых сельскохозяйственных предприятий Ташкентской области. В 1948 году колхоз получил в среднем с каждого гектара по 82 центнера риса на участке площадью 40 гектаров. Указом Президиума Верховного Совета СССР от 18 мая 1949 года удостоен звания Героя Социалистического Труда с вручением ордена Ленина и золотой медали «Серп и Молот».
Под его руководством в колхозе работали 12 тружеников, удостоенных звания Героя Социалистического Труда в различное время:
Указом от 18 мая 1949 года:
- Ан Сен Нам
- Ким Гым Сон
- Ким Илья
- Мун Ен Сик
- Пак Гван Ок

Указом от 15 октября 1951 года:
- Ан Вон-Сун
- Тен Алексей
- Хван Павел Александрович
- Чжен Ги Тхя
- Шин Сын Ги

Указом от 21 декабря 1953 года:
- Егай Николай
- Кан Трофим

В 1954 году окончил Ташкентский юридический институт. В 1958 году избран председателем колхоза имени Ленина Нижне-Чирчикского района. В последующие годы: заместитель председателя колхоза имени Димитрова Нижне-Чирчикского района (1960—1962), председатель колхоза «Ленинград» Аккурганского района Ташкентской области (1962—1966).
В последние годы своей жизни проживал в ташкентском районе Куйлюк-4. Персональный пенсионер союзного значения.
Умер в ноябре 1977 года в Ташкенте. Похоронен на кладбище бывшего колхоза имени Будённого (с 1962 года — «Заря коммунизма») Нижне-Чирчикского района.
Награды
- Герой Социалистического Труда
- Орден Ленина
- Медаль «За трудовое отличие» (1946)
- Медаль «За трудовую доблесть» (1947)
- Медаль «За доблестный труд в Великой Отечественной войне 1941—1945 гг.»